# Scandinavian School of Brussels
Scandinavian School of Brussels (SSB), eller École Reine Astrid ASBL, var en skandinavisk skola i Waterloo i Belgien, som grundades 1973 och upphörde 2020 då den omvandlades till École Européenne de Bruxelles-Argenteuil - EEBA där det finns en svensk sektion.  Skolan hade runt 300 elever mellan 2 och 19 år och låg på Domaine d'Argenteuil omkring 16 kilometer från centrala Bryssel. Årskurserna sträckte sig från förskola till sista gymnasieårskursen och International Baccalaureate (IB) Diploma Programme. Skolan gav även modersmålsundervisning till mer än 100 elever. På skolan finns ett slott från 1800-talet, Château d'Argenteuil, som användes till elevinternat, matsal, samlingslokal och undervisning i estetiska ämnen.

## Faciliteter
Skolan delar plats med Brussels School, Den norske skolen i Brussel, Bogaerts International School, Chapelle musicale Reine Élisabeth – Muziekkapel Koningin Elisabeth och European School of Bruxelles-Argenteuil.

## De studerande
De studerande kommer från Danmark, Finland, Norge och Sverige. De ca 300 eleverna och deras familjer var primärt bosatta i Waterloo, Lasne och Sint-Genesius-Rode, medan få bodde i centrala Bryssel. 